# Куш-Елга (Белебеевский район)
Куш-Елга (баш. Ҡушйылға) — деревня в Белебеевском районе Башкортостана, относится к Тузлукушевскому сельсовету.

## Население
| 2002 | 2009 | 2010 |
| ---- | ---- | ---- |
| 28   | ↗31  | ↗37  |

Национальный состав
Согласно переписи 2002 года, преобладающая национальность — башкиры (68%).

## Географическое положение
Расстояние до:
- районного центра (Белебей): 13 км,
- центра сельсовета (Тузлукуш): 4 км,
- ближайшей ж/д. станции (Аксаково): 24 км.

## История
Название происходит от назв. реки Ҡушйылға .